# Zhoushan (Insel)
Zhoushan (chin. 舟山岛) ist die drittgrößte Insel der Volksrepublik China, nach Hainan und Chongming. Sie gehört zur südostchinesischen Provinz Zhejiang und ist Hauptinsel der gleichnamigen Gruppe der Zhoushan-Inseln (舟山群岛). Diese liegen östlich der Hangzhou-Bucht im Nordosten Zhejiangs, in der Nähe von Shanghai.
Das Gebiet der Insel Zhoushan bildet mit weiteren Flächen der Zhoushan-Inseln die bezirksfreie Stadt Zhoushan (舟山市).